# Столбун (агрогородок)
Столбун (бел. Стаўбун) — агрогородок в Ветковском районе Гомельской области Беларуси. Административный центр Столбунского сельсовета.
На западе — торфяной заказник.

## География

### Расположение
В 33 км на северо-восток от Ветки, 55 км от Гомеля.

### Гидрография
Река Столбунка (приток реки (Беседь).

## Транспортная сеть
Автодорога, которая связывает деревню с Веткой. Планировка состоит из прямолинейной улицы почти широтной ориентации, к которой с севера и юге присоединяются короткие улицы. На юге, за рекой, обособленный участок застройки — 2 короткие улицы. Застройка двусторонняя, деревянная, усадебного типа.

## История
Выявленные археологами около деревни неолитические памятники V—IX тысячелетие до н. э. свидетельствуют о заселении этих мест с давних времён. По письменным источникам известна с начала XVIII века. В инвентаре за 1704 года упомянута как деревня Стовбынь, в 1726 году в Отарском войтовстве Чечерского староства Речицкого повета Минского воеводства Великого княжества Литовского; рудник.

После 1-го раздела Речи Посполитой (1772 год) в составе Российской империи. В 1785 году во владении генерал-фельдмаршала графа З. Чернышова-Кругликова. 
Через современный Ветковский район проходило путешествие императрицы Екатерины II из Санкт-Петербурга в Крым с 2 января по 11 июля 1787 года. Так, дорога пролегала через деревни Вавиловка (Новиловка), Столбун, Неглюбку на Новозыбков.
В 1789 году построена Свято-Николаевская церковь. Имелся завод по производству железа, руда для которого привозилась с Украины. С 1869 года работала винокурня. Во 2-й половине XIX века открыто народное училище (в 1882 году 38 учеников). В 1881 году работал хлебозапасный магазин. Центр волости (до 9 мая 1923 года), в состав которой в 1890 году входили 26 поселений с 1251 двором. Согласно переписи 1897 года располагались церковь, 3 ветряные мельницы, водяная мельница, маслобойня, кузница, трактир. Рядом был фольварк с водяной и ветряной мельницей. В 1909 году 2386 десятин земли, винная лавка, в фольварке 3665 десятин земли.
В 1918 году во время немецкой оккупации был создан партизанский отряд, который действовал против германских войск. С 8 декабря 1926 года в составе БССР. В 1926 году работали изба-читальня, почтовый пункт, начальная школа. С 8 декабря 1926 года центр Столбунского сельсовета Светиловичского, с 17 декабря 1956 года Ветковского, с 25 декабря 1962 года Гомельского, с 6 января 1965 года Ветковского районов Гомельского округа (до 26 июля 1930 года), с 20 февраля 1938 года Гомельской области. В 1929 году создан колхоз «Звезда», работала кузница. Во время Великой Отечественной войны в августе 1941 года оккупанты разбомбили и сожгли деревню, а в декабре 1943 года сожгли второй раз (458 дворов) и убили 12 жителей. Освобождена 28 сентября 1943 года. На фронтах погибли 268 жителей. В 1959 году центр совхоза «Столбунский». Размещены хлебопекарня, швейная мастерская, средняя школа, Дом культуры, 2 библиотеки, детский сад, фельдшерско-акушерский пункт, отделение связи, 2 столовые, 6 магазинов, гостиница.
В состав Столбунского сельсовета до 1983 года входил не существующий в настоящее время посёлок Красный.

## Население

### Численность
- 2004 год — 521 хозяйство, 1209 жителей.

### Динамика
- 1704 год — 18 дворов.
- 1726 год — 40 дворов.
- 1785 год — 457 жителей.
- 1848 год — 89 дворов.
- 1881 год — 182 двора, 988 жителей.
- 1897 год — 251 двор, 1908 жителей (согласно переписи).
- 1909 год — 2017 жителей; в фольварке — 1 двор, 6 жителей.
- 1926 год — 401 двор, 2228 жителей.
- 1940 год — 570 дворов.
- 1959 год — 2457 жителей (согласно переписи).
- 2004 год — 521 хозяйство, 1209 жителей.
- 2012 год — 512  хозяйств, 1478 жителей.

## Культура
- Дом культуры
- Музейная комната ГУО «Столбунская средняя школа»

### Традиции
- Обряд «Ваджэнне і пахаванне стралы»

## События и мероприятия
- Региональный обряд «Ваджэнне і пахаванне стралы» (29 мая 2025, Столбун, Яново, Неглюбка, Казацкие Болсуны).

## Достопримечательность
- Церковь Святого Николая. Была построена и освящена в 1777 году на местном кладбище. При храме действовала церковно-приходская школа.

## Известные уроженцы
- Чуешова, Мария Егоровна — Герой Социалистического Труда